# 汤浅仓平
汤浅仓平（日语：／ Yuasa Kurahei，1874年2月1日—1940年12月24日），是日本内务官僚、政治家、贵族院议员和正二位男爵。他作为宮中阵营的稳健派曾在1933年至1936年间担任宫内大臣，之后转任内大臣。